# Triumf odwagi
Triumf odwagi (ang. Glory & Honor) – amerykański film biograficzny z 1998 roku w reżyserii Kevina Hooksa. Film jest oparty na rzeczywistych wydarzeniach z przełomu wieków XIX i XX oraz opowiada historię wypraw Roberta Peary’ego i jego służącego Matthew Hensona na biegun północny. W wyprawach przez Grenlandię oraz Wyspę Ellesmere’a towarzyszyła im grupa miejscowych Inuitów.

## Opis fabuły[a]

### Pierwsza ekspedycja: Grenlandia

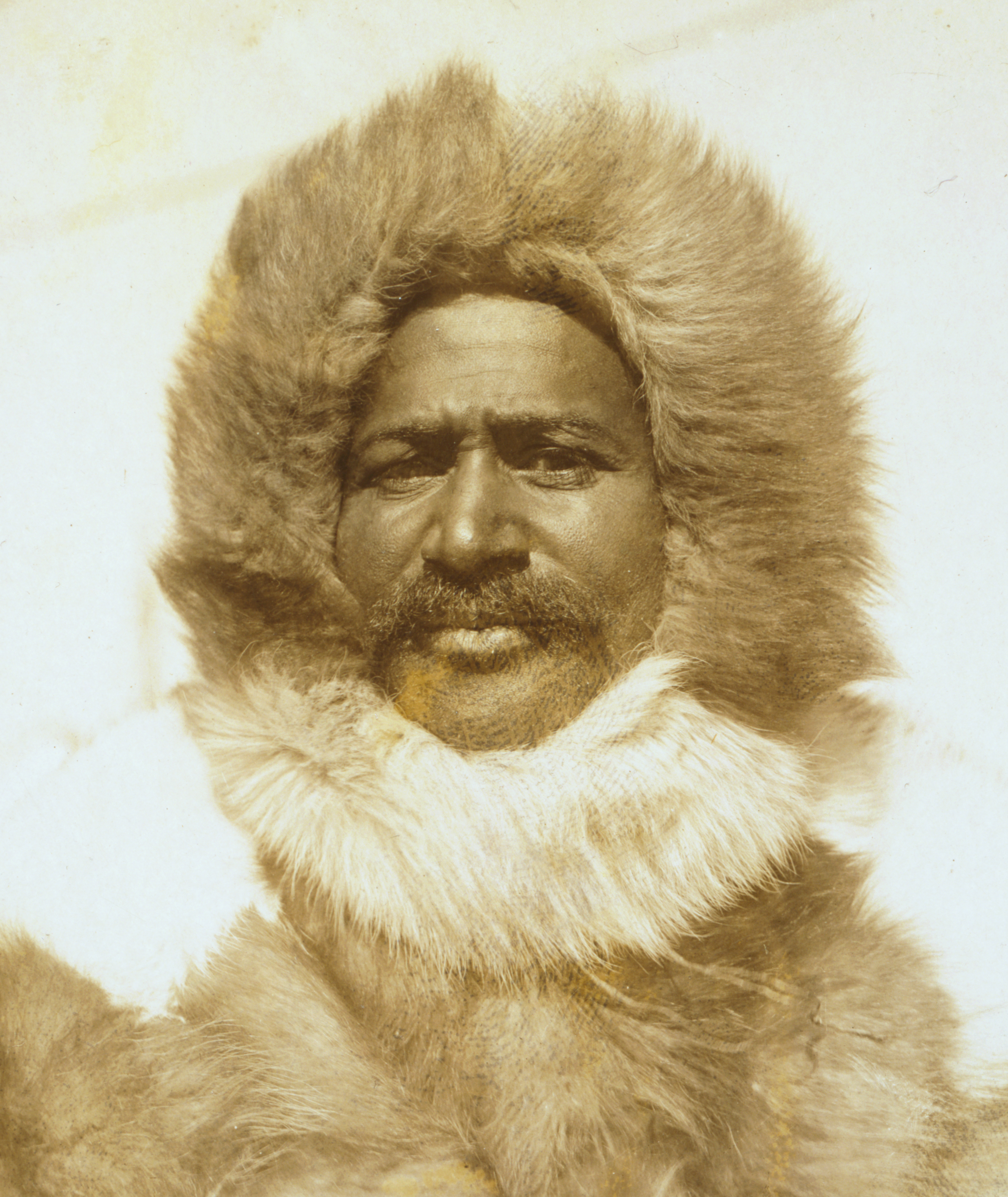
Matthew Henson

12 czerwca 1891 roku rozpoczyna się pierwszy rejs do Arktyki. Na pokładzie statku płyną: Robert Edwin Peary i jego żona Josephine, jego ciemnoskóry lokaj Matthew Henson oraz inni członkowie ekspedycji. Celem pierwszej wyprawy jest nie tyle zdobycie bieguna za wszelką cenę, ile ustalenie, czy Grenlandia jest wyspą, czy mostem łączącym Grenlandię z biegunem. Podczas podróży morskiej Perry łamie nogę, co mogłoby zagrozić całemu przedsięwzięciu. Potem dowiaduje się od żony, że ta spodziewa się dziecka. Po pewnym czasie docierają do północno-zachodniego wybrzeża Grenlandii, gdzie budują bazę. Na miejscu witają ich miejscowi Inuici: Iqwah i inni. Szczególną sympatią obdarzają Hensona, ponieważ ze względu na odmienny od reszty załogi kolor skóry wydaje im się bardziej do nich podobny. Iqwah uznaje Hensona za swojego porwanego w niemowlęctwie kuzyna. Zaopatrują go w ciepłe ubrania ze skór i uczą go powozić psim zaprzęgiem. Nadają mu przydomek Maripaluk. Natomiast Peary ma lekceważący stosunek do Inuitów i ich języka.
W marcu Peary, Henson oraz ekipa wyruszają na północ. Henson prowadzi psi zaprzęg. Żona Peary’ego nie wyrusza z nimi i pozostaje w bazie. Jeden z członków ekspedycji – John Verhoeff – ginie w szczelinie na lądolodzie. Podczas zimnych nocy w namiocie mróz daje się we znaki Pearemu. Henson dobrze znosi mróz, ponieważ ma na sobie odzież podarowaną mu przez Inuitów. Dostrzega też, że byłoby lepiej spać w igloo, a nie w namiotach. Peary postanawia, że na następną ekspedycję zabiorą też Inuitów. Podczas próby ratowania Johna Verhoeffa Henson stracił jedną rękawicę. Z powodu odmrożenia dłoni musi wrócić do bazy, by nie opóźniać marszu. Otrzymuje kolejny dar od tubylców – spodnie ze skóry niedźwiedzia polarnego. Podczas pobytu w bazie Henson jeszcze bardziej zżywa się z Iqwah i innymi jego współplemieńcami. Natomiast komandor Robert Peary i jego załoga docierają 4 lipca 1892 do urwiska, któremu Peary nadaje nazwę „Klif Marynarki” (Navy Cliff). Pobliskiej zatoce Peary nadaje nazwę „Zatoka Niepodległości” (Independence Fjord). Peary'emu rodzi się córka.

### Powrót do USA
Po powrocie do Stanów Zjednoczonych, podczas publicznego wystąpienia, Peary prezentuje rezultaty wyprawy. Henson pojawia się w sali wraz z psami i w inuickim ubraniu, czym robi wrażenie na publiczności. Później Henson prosi Peary’ego o udział w kolejnej wyprawie. Ten się zgadza. Trwają przygotowania do kolejnej ekspedycji. W tym czasie okazuje się też, że Norwegowie dotarli do „Zatoki Niepodległości” od wschodu i że Grenlandia jest wyspą. Henson sugeruje, by kolejną ekspedycję rozpocząć od Wyspy Ellesmere’a, a jako bazę proponuje Fort Conger. Peary otrzymuje zgodę na kolejną wyprawę.

### Druga ekspedycja: Wyspa Ellesmere’a

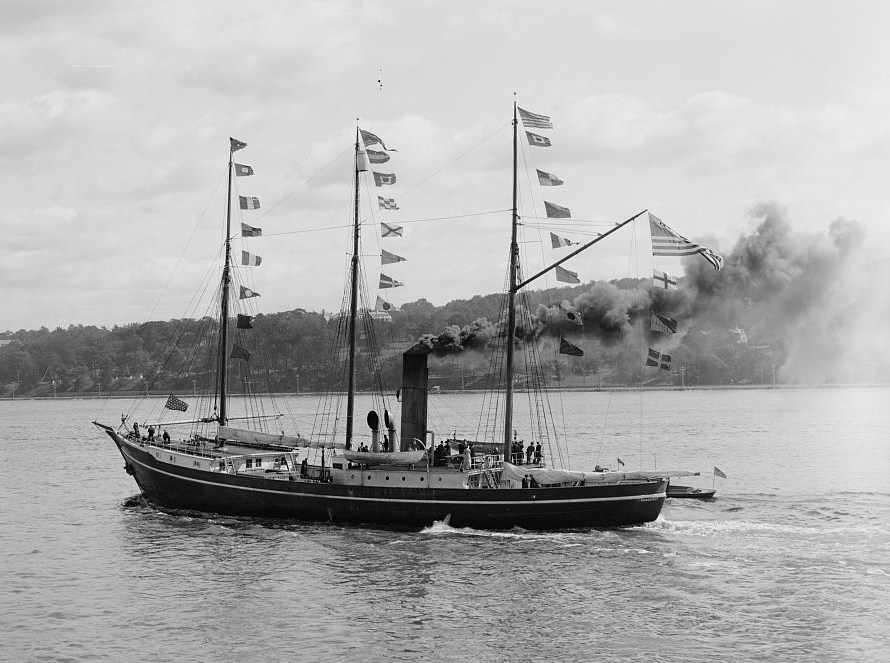
Statek Roosevelt, którym Robert Peary i jego załoga wypłynęli w ostatni rejs przedstawiony w filmie.

Po otrzymaniu zgody Robert Peary i jego lokaj oraz członkowie ekspedycji wyruszają na kolejną wyprawę. Przed zimą docierają do Wyspy Ellesmere’a. Według przyjętych wcześniej założeń chcą wyruszyć do bazy Fort Conger wiosną. Po dotarciu na wyspę Inuita o imieniu Ootah wraz z grupką innych przynosi wiadomość, że w pobliżu znajduje się statek z norweską ekspedycją. Peary, obawiając się, że Norwegowie dotrą na biegun pierwsi, nie czeka do wiosny na pokładzie statku i natychmiast wszyscy uczestnicy ekspedycji oraz Inuici wyruszają w 250-milową podróż do Fort Conger. Niestety na skutek odmrożeń Peary traci osiem palców u nóg i po 47 dniach wędrówki wracają na statek. Pod koniec czerwca przybyła żona Peary’ego i odkryła jego zdradę z Inuitką o imieniu Aleqasina. Informuje go, że mieli drugą córkę, która zmarła w wieku 8 miesięcy. Dochodzi do rozstania.
Po tych wydarzeniach uczestnicy ekspedycji wyruszyli z Wyspy Ellesmere’a na zamarznięty Ocean Arktyczny. Wcześniej – wiosną – Matthew Henson ukrył w lodzie zapasy żywności na dalszą część wyprawy i na powrót z bieguna i oznaczył chorągiewkami, lecz teraz nie mogą ich odnaleźć. Na domiar złego Inuici z powodu przesądów zawracają. Brak żywności zmusza uczestników ekspedycji do przerwania wyprawy 200 mil przed celem. Aby przeżyć, w drodze powrotnej muszą się żywić psami.

### Drugi powrót do USA
Robert Peary namówił Inuitów do oddania mu meteorytów, które były ich jedynym źródłem metalu. W ten sposób zgromadził fundusze na kolejną wyprawę. Nakłonił czterech z nich do podróży z nimi do Stanów Zjednoczonych. Mniej więcej pół roku po przybyciu do Stanów wszyscy czterej zmarli na zapalenie płuc. Ciała dwóch z nich, Iqwah oraz Ahnalkah, zostały w pozycji stojącej wystawione w muzeum. W tym czasie Henson poznaje Lucy Ross i innych jej krewnych lub znajomych ze środowisk afroamerykańskich, którzy toczą z nim spór o sens takich wypraw i wydawania na nie pieniędzy i udziału w tym kogoś z tego środowiska, podczas gdy w Harlemie bieda piszczy. Jakiś czas później Henson bierze ślub ze swoją narzeczoną Lucy Ross.

### Trzecia ekspedycja: biegun północny

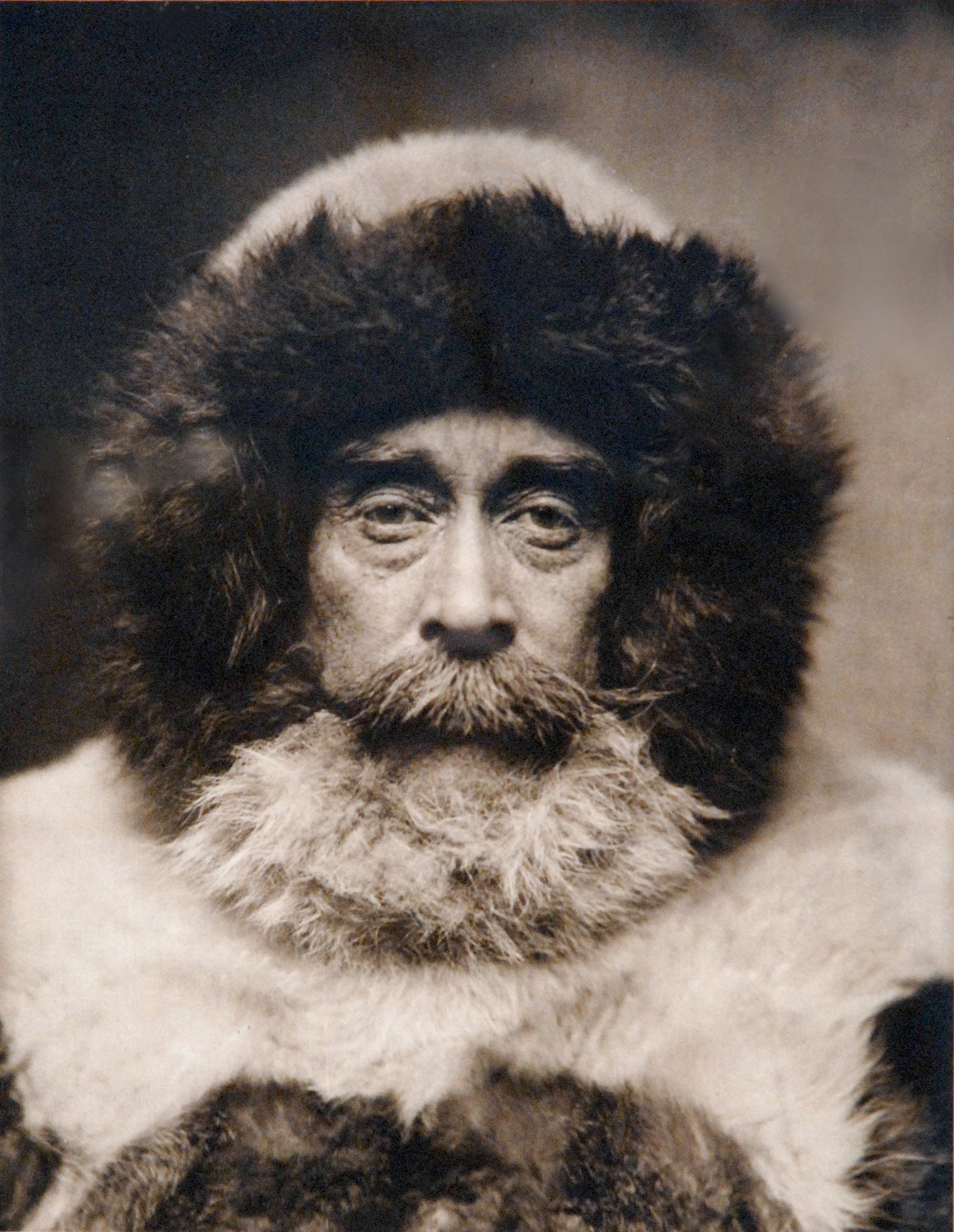
Robert Peary w roku 1909

Ekspedycja arktyczna 1908-1909

Pół roku po ślubie Henson wyrusza z Pearym w kolejną podróż na północ na pokładzie Roosevelta – nowego statku Peary’ego. Peary ustala nowe zasady, według których podczas wyprawy co pewien czas część załogi ma zostać na trasie z częścią żywności dla nich i dla powracających później z bieguna. To znaczy, że na biegun mają dotrzeć tylko dwie grupy: Peary’ego i tego, kto okaże się najsilniejszy. Reszta ma pozostawać z żywnością w tworzonych na trasie obozach. Peary ma wówczas 52 lata.
1 marca 1909 wyruszają wraz z Inuitami z Przylądka Columbia, przy temperaturze -17 °C. Przypadkowo w obozie 30 mil przed biegunem Henson podsłuchuje rozmowę Peary’ego z innym uczestnikiem ekspedycji, Bartlettem, w której Peary mówi mu, że to Henson przejdzie z nim dalszy odcinek trasy, a nie on. Tłumaczy to tym, że Matthew Henson jest bardziej doświadczony, jednakże jako dodatkowy argument podaje coś sprzecznego z tym, co przed chwilą powiedział. Tłumaczy, że Henson nie umiałby poprowadzić ludzi z powrotem na statek i określił to jako brak charakteru będący kwestią rasy. Jednakże później Hensonowi mówi, że nazajutrz rano wyrusza ze swoją grupą, a Henson ma wyruszyć godzinę później. Niespodziewanie Henson wyrusza ukradkiem wraz z Inuitą Ootah, nie mówiąc o tym Peary'emu, lecz z własnej woli zatrzymuje się na około dwie godziny drogi pieszej przed domniemanym biegunem i czeka na Peary’ego. Gdy się spotykają, wyjaśnia komandorowi, że mógł sam dotrzeć na biegun, ale wolał poczekać na niego, by podzielić się z nim zwycięstwem, mimo że Peary nie chciał się dzielić. W końcu razem wyruszają wraz z grupą Inuitów na biegun północny.

### Informacje końcowe
- Przeciwnicy Peary’ego zaprzeczali, jakoby pierwszy dotarł na biegun północny.
- Admirał Robert Peary umiera w roku 1920, mając 64 lata.
- Henson umiera w wieku 82 lat.
- 6 kwietnia 1988 prochy Matthew Hensona zostają przeniesione na Cmentarz Narodowy w hrabstwie Arlington i złożone obok grobu Roberta Peary’ego.

## Obsada[1]
- Henry Czerny – Robert Peary
- Delroy Lindo – Matthew Henson
- Vlasta Vrána(inne języki) – Morris Jesup
- David Ferry(inne języki) – John Verhoeff
- Bronwen Booth(inne języki) – Josephine Peary
- Kim Staunton – Lucy Ross
- Samson Jorah – Iqwah
- Larry Audlaluk – Ahnalkah
- David Quamaniq – Ahnidloo
- Natar Ungalaaq(inne języki) – Ootah
- Sophie Avingaq – Aleqasina